# 애드혹
애드혹(라틴어: ad hoc 아드 호크[*])은 "이것을 위해" 즉 "특별한 목적을 위해서"라는 뜻의 라틴어로, 일반적으로 다음을 나타낸다.
1. 특정한 문제나 일을 위해 만들어진 관습적인 해결책
2. 일반화할 수 없는 해결책
3. 어떤 다른 목적에 적응시킬 수 없는 해결책

일반적인 예로 조직, 위원회, 그리고 특정한 목적을 위해 만들어진 국가적 또는 국제적 차원의 위원회가 있다. 다른 분야에서 이 용어를 위한 예로는 맞춤복, 손으로 만든 망 프로토콜이나 특정한 목적의 방정식이 있다. 애드혹은 또한 임시방편의 해결책, 불충분한 계획, 또는 즉석 이벤트라는 뜻을 함축하기도 한다. AdHoc, adhoc, ad-hoc 등으로 표기되기도 한다.
한편 과학철학에서는 기존의 학설에 배치되는 결정적 증거가 나왔을 때, 기존 학설을 땜질하기 위해 추가되는 가설을 애드혹 가설이라고 한다. 토리첼리가 기압과 진공의 존재를 실험으로 증명했을 때 진공 반대론자들이 기압계 속의 수은이 "눈에 보이지 않는 탯줄"에 의해 매달려 있는 것이라고 주장한 것, 라부아지에가 플로지스톤의 존재를 부정했을 때 플로지스톤설에 집착한 학자들이 "플로지스톤은 마이너스 무게를 가지고 있다"고 주장한 것이 대표적인 애드혹 가설이다.

## 애드혹의 사례

### 위원회
애드혹 위원회는 특별한 형태 위원회를 말한다. 특별한 이슈를 다루는 위원회인데 이슈가 해결되면 더 이상 존재하지 않는다. 이런 위원회는 정상적인 프로세스에 의해서 해결할 수 없는 경우 임시로 문제를 해결하기 위해 만든 후 해체한다. 예를 들어 가트(GATT)는 WTO가 설립되기 전의 애드혹 위원회라고 할 수 있다.

### 군사
군사에서 애드혹 부대는 빠른 행동을 위해 각기 다른 여러 부대가 협력할 필요가 있을 때, 예측할 수 없는 상황이 진행되는 동안 만들어진다.

## 같이 보기
- 애드혹 망
- 무선 애드혹 망
- 애드호크라시